# Asimowita
La asimowita és un mineral de la classe dels silicats. Rep el nom en honor de Paul D. Asimow (n. 1969), professor de geologia i geoquímica a l'Institut de Tecnologia de Califòrnia, per "la seva investigació en petrologia ígnia i computacional i física de minerals i per explorar el comportament dels materials en condicions de xoc".

## Característiques
La asimowita és un silicat de fórmula química Fe²⁺₄O(Si₂O₇). Tot i que aquesta fórmula s'escriviria normalment com a β-Fe2+
2SiO₄ per emfatitzar la seva relació polimòrfica amb la faialita, l'asimowita, de la mateixa manera que la wadsleyita amb magnesi dominant, és en realitat un sorosilicat i no un membre del grup de l'olivina. Va ser aprovada com a espècie vàlida per l'Associació Mineralògica Internacional l'any 2018, sent publicada per primera vegada el 2019. Cristal·litza en el sistema ortoròmbic. És un mineral polimorf amb la faialita i l'ahrensita.
Les mostres que van servir per a determinar l'espècie, el que es coneix com a material tipus, es troben conservats a les col·leccions mineralògiques del Museu d'Història Natural de la Universitat de Florència, a Itàlia, amb el número de catàleg: 3238/i, i a la Universitat de Frankfurt.

## Formació i jaciments
Va ser descoberta al meteorit Suizhou, associada a faialita. El meteorit Suizhou, l'únic indret de tot el planeta on ha estat descrita aquesta espècie mineral, és una condrita L6 recollida en el mes d'abril de 1986 a la localitat de Xihe, dins el districte de Zengdu (Hubei, República Popular de la Xina).